# 沙流川
沙流川（さるがわ）は、北海道日高振興局管内を流れ太平洋に注ぐ一級河川。沙流川水系の本流である。2004年には国土交通省が行っている全国一級河川の水質調査で1位に選ばれている。

## 地理
北海道沙流郡日高町北東部の上川郡清水町との境界にある日高山脈北部の熊見山（標高1,175m）に源を発し南西に流れる。二風谷ダムを経由して、日高町字富浜と日高町富川南の境界から太平洋に注ぐ。
上流部は切り立った渓谷で、中流は河岸段丘、下流部は扇状地となっている。中流に最大のアイヌ集落である平取（びらとり）コタンがある。
源流域の日勝峠付近は、北海道における冷温帯上部の代表的森林として、1970年（昭和45年）12月4日に沙流川源流原始林の名称で、国の天然記念物（天然保護区域）に指定されている。

## 地名由来
沙流川の名は、アイヌ語の「サラ」Sar=葭原（よしはら）あるいは「サル・ウン・クル」（葭原に住む人々）に由来。原名をシシリㇺカ：Sisirmkaと呼ばれるが、これは、「満潮毎に集まる砂が多くて、その河口がふさがって高台になっている」という意味である。なお、アイヌ語では北見の「斜里」と混同される恐れがあるので、こちらを「マッネ・サラ」（女性のサラ）、「斜里」の方を「ピンネ・サラ」（男性のサラ）と呼んで区別する。
先住民族アイヌの神揺「カムィユカㇻ」(Kamui Yukar)には、英雄神オキクルミの妹が謠う謠の中に「シシリムカ アコロコタン」(Shishirmuka a=kor kotan : シシリムカなるわがふるさとの)という節があり、シシリムカという川の呼び名が、アイヌの神々が沙流川を指して呼ぶときの呼び名で、またそこがアイヌの神々の故郷(先住民にとっての神域)であることを示している。

## 流域の自治体
北海道
沙流郡日高町、平取町、日高町（富川）

## 治水および利水
中流域には日高電源一貫開発計画の中心河川としてほくでんエコエナジーにより出力3,000kWの二風谷ダムが建設され、電力供給と洪水調節が行われている。

### 災害史
有史以来、以下の水害記録が残る。
- 1876年
- 1885年
- 1905年
- 1922年 - 鵡川と合わせて死者十数人。
- 1928年
- 1931年 - 死傷者56人。
- 1935年 - 死傷者63人。家屋被害764棟。
- 1955年 - 新冠川と合わせて死者1人。家屋被害89棟。
- 1961年 - 家屋被害337棟。
- 1962年 - 鵡川と合わせて死者5人。家屋被害124棟。
- 1973年 - 死者1人。家屋被害62棟。
- 1981年 - 死傷者6人。
- 1992年 - 家屋被害136棟。
- 1997年
- 1998年 - 家屋被害10棟。
- 2001年 - 浸水被害
- 2016年8月- 上流域で平成28年台風第10号通過に伴い集中豪雨があり大規模出水が生じた。河川と並行する国道274号の複数の橋脚が流出し、日高町市街地から日勝峠の区間において長期間通行止めとなる被害が出たため、復旧工事が進められた[7]。

### 主要ダム
| 一次 支川名 （本川） | 二次 支川名  | 三次 支川名 | ダム名     | 堤高 (m) | 総貯水 容量 (千m3) | 型式   | 事業者       | 備考 |
| -------------------- | ------------ | ----------- | ---------- | -------- | ------------------ | ------ | ------------ | ---- |
| 沙流川               | ウエンザル川 | －          | 奥沙流ダム | 30.0     | 530                | 重力式 | 北海道電力   | －   |
| 沙流川               | －           | －          | 岩知志ダム | 33.0     | 5,040              | 重力式 | 北海道電力   | －   |
| 沙流川               | 額平川       | 宿主別川    | 平取ダム   | 56.5     | 45,800             | 重力式 | 北海道開発局 | －   |
| 沙流川               | －           | －          | 二風谷ダム | 32.0     | 27,100             | 重力式 | 北海道開発局 | －   |

- 備考：黄欄は建設中もしくは計画中のダム（2012年現在）。

## 支流
括弧内は流域の自治体
- ウエンザル川（日高町）
- パンケヌシ川（日高町）
  - 曲り沢川（日高町）
  - 二の沢川（日高町）
- 千呂露川（日高町）
  - 三岐沢川（日高町）
  - 二岐沢川（日高町）
- ペンケウシャップ川（日高町）
- パンケウシャップ川（日高町）
- 岡春部川（日高町）
- 仁世宇川（平取町）
- 池売川（平取町）
- ポロケシオマップ川（平取町）
- 額平川（平取町）
  - ニセイハオマナイ川（平取町）
  - 宿主別川（平取町）
  - アブシ川（平取町）
  - 貫気別川（平取町）
    - ニタツナイ川（平取町）
    - セタナイ川（平取町）

  - 荷負川（平取町）
- 看看川（平取町、普通河川）
- シケレベ川（平取町）
- 二風谷川（平取町）
- アベツ川（平取町）
- オバウシナイ川（平取町）
- シラウ川（平取町、日高町）

## 主な橋梁
- 嶺雲大橋 - 国道274号
- 浪の沢橋 - 国道274号
- 清流橋 - 国道274号
- 中の沢橋 - 国道274号
- 岩魚橋 - 国道274号
- 新清見橋（国道274号）
- ニセクシュマナイ橋（国道274号）
- 上滝橋（国道274号）
- 清瀬橋 - 国道274号
- 岩瀬橋 - 国道274号
- 日栄橋 - 国道274号
- 大颱橋 - 国道274号
- 千呂露橋 - 国道274号
- 岩石橋
- みどり橋（人道橋）
- 右左府橋 - 北海道道847号三岩日高線
- 三岡橋 - 北海道道847号三岩日高線
- 日高大橋 - 国道237号
- 三岩橋 - 国道237号
- 黄金橋
- 景勝橋 - 国道237号
- 竜門橋 - 国道237号
- 平和橋
- 幌去橋 - 国道237号
- 振内橋 - 国道237号
- 池売橋 - 北海道道797号貫気別振内線
- 幌毛志橋
- 長知内橋 - 国道237号
- 二風谷ダム管理橋
- 平取橋
- 新平取大橋 - 国道237号
- 荷菜大橋
- 紫雲古津川向大橋
- 沙流川橋 - 国道235号